# مريم الشلبية
مريم الشلبية أو مريم بنت أبي يعقوب الفصُولي سكنت مدينة إشبيلية في الأندلس، وأشتغلت في تعليم نساء إشبيلية. وكانت شاعرة ذات شُهرة.